# Waldviertel

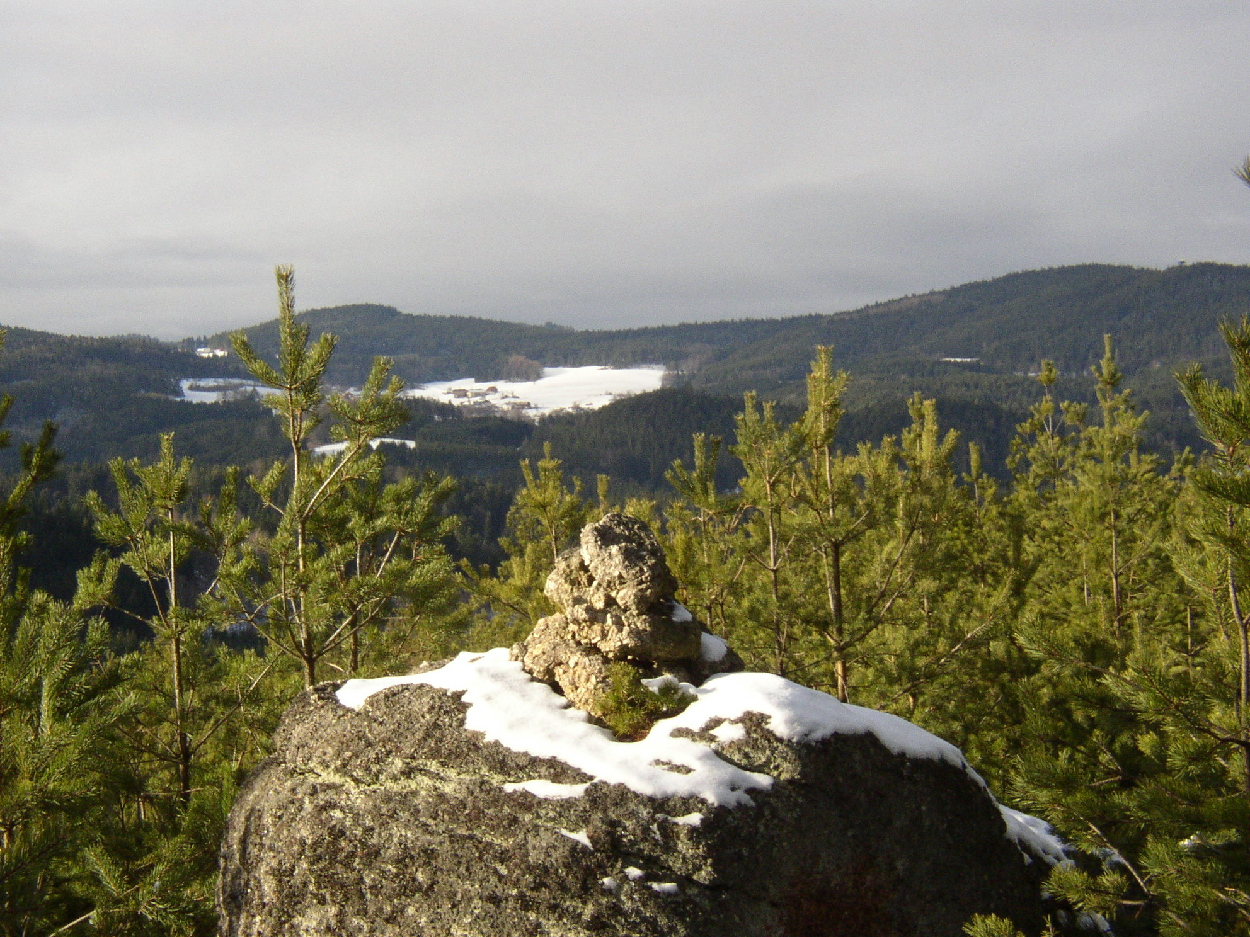
Waldviertel perto de Weikertschlag, município alemão de Bad Großpertholz

Waldviertel é uma região na Áustria, formando a parte norte do Bundesland de Baixa Áustria (Niederösterreich).
No sul é delimitado pelo Danúbio, a sudoeste pela Alta-Áustria, a noroeste e a norte pela República Checa e a leste pela montanha Manhartsberg (537 m).
O Waldviertel tem uma superfície de cerca de 4.600 km² e é populado por cerca de 231.000 pessoas (Dados de 1991). As cidades mais importantes são Gmünd, Zwettl, Waidhofen an der Thaya e Horn.